# Lock and Dam No. 24
Lock and Dam No. 24 (Schleuse und Staustufe Nr. 24) ist eines von 29 Stauwerken, die die Schifffahrt am oberen Mississippi ermöglichen. Das zwischen 1936 und 1940 vom United States Army Corps of Engineers errichtete kombinierte Bauwerk befindet sich in Clarksville im Pike County, Missouri. Auf dem gegenüberliegenden linken Flussufer liegt das Calhoun County in Illinois. Im Jahr 2004 wurde das Lock and Dam No. 24 Historic District in das NRHP aufgenommen.

## Staustufe

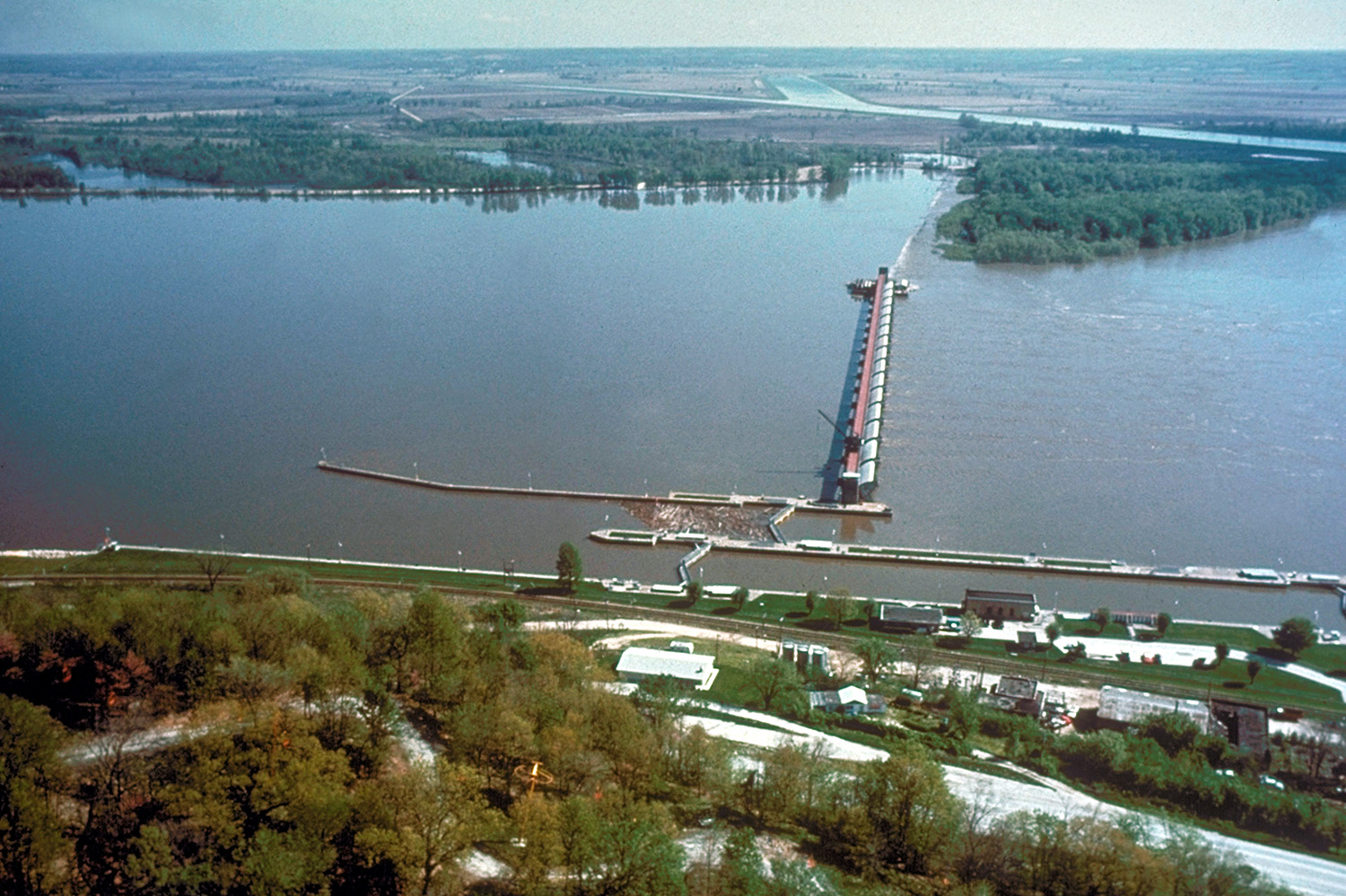
Blick von Missouri nach Illinois

Zur Staustufe gehören ein 829,1 m langer Steindamm auf der Illinois-Seite und ein 408,4 m langer regelbarer Teil, der aus einem 15-teiligen Segmentwehr besteht.

Die Stauhöhe beträgt 9 Fuß (2,70 m). Der Zweck des Wehres ist nicht der Hochwasserschutz, sondern das Aufstauen des Mississippi für die Schifffahrt.

## Schleuse
Die Schleuse ist 182,9 m lang und 33,5 m breit. Daneben befindet sich eine zweite, jedoch nicht fertiggestellte kleinere Schleusenkammer.